# Bothrops asper
Pour les articles homonymes, voir Fer de lance.
Espèce
Synonymes
- Trigonocephalus asper Garman, 1883
- Trigonocephalus xanthogrammus Cope, 1868
- Bothrops atrox septentrionalis Müller, 1885
- Bothrops xanthogrammus (Cope, 1868)

Bothrops asper est une espèce de serpents de la famille des Viperidae. Il est également appelé Terciopelo ou Fer de lance centro-américain. Il est souvent confondu avec le Fer de lance commun (Bothrops atrox).

## Étymologie
Le nom de cette espèce, asper, vient du latin et signifie « rugueux ».

## Répartition

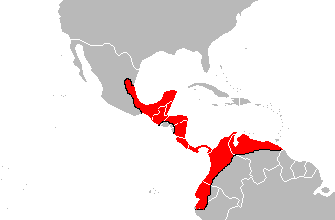
Distribution

Cette espèce se rencontre en Amérique centrale et dans le nord-ouest de l'Amérique du Sud (Colombie, ouest de l'Équateur et Venezuela).

## Description

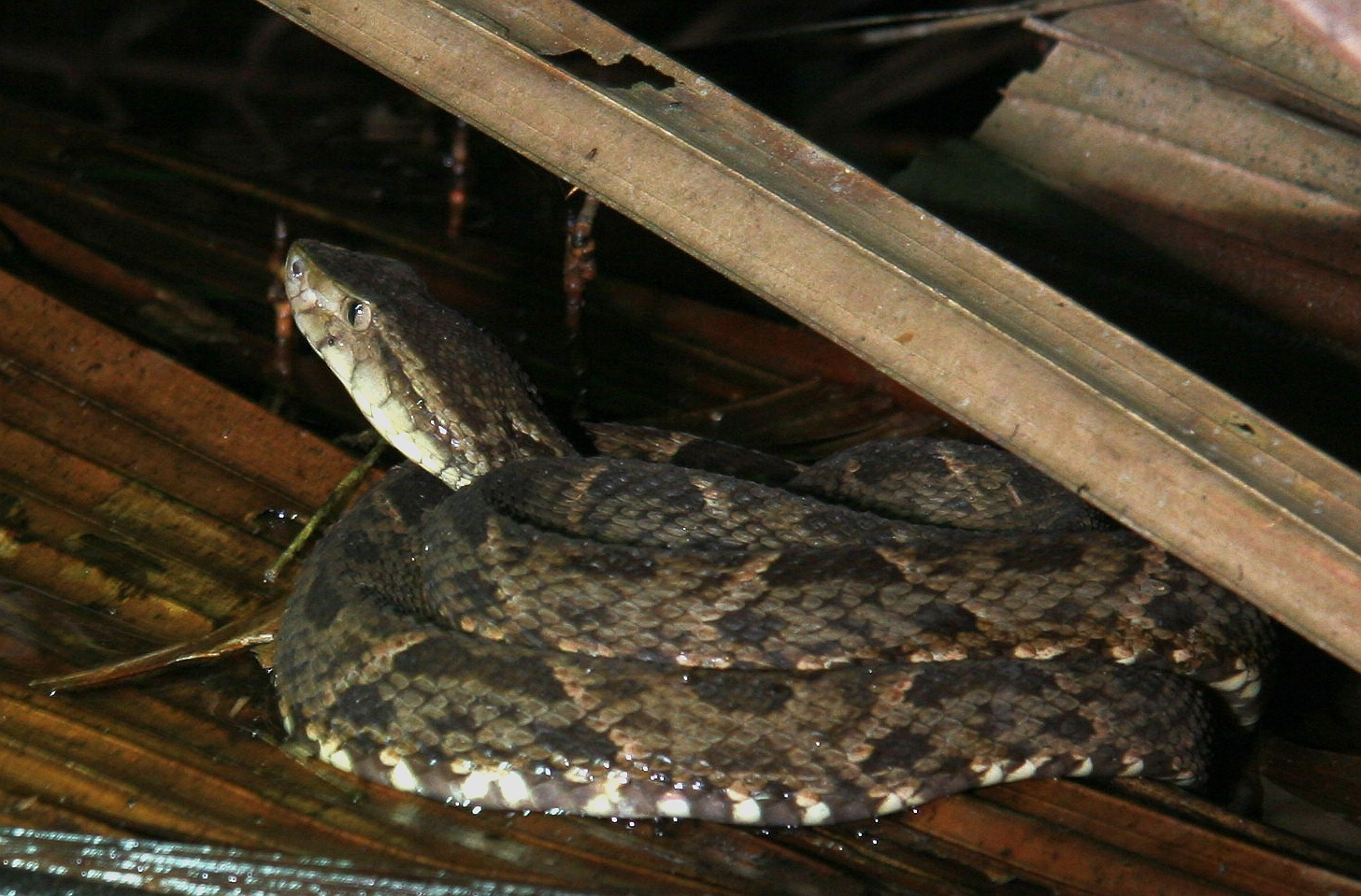
Bothrops asper (Parc national Santa Rosa, Costa Rica)

Les adultes peuvent atteindre 2 mètres de long mais on a déjà observé des individus de 2,4 mètres. Les femelles sont plus grandes que les mâles. La tête est triangulaire et pointue comme un fer de lance, ce qui est dû à de puissants muscles des mâchoires. Il possède des crochets de 3 centimètres. Du point de vue couleur, des variantes existent (en principe brun à olive), avec des motifs géométriques en forme de V ou de triangles sur le dos. La partie inférieure de la tête est jaune pâle, ce qui les fait appeler barba amarilla (barbe jaune) en espagnol.
Les fers de lance communs ont une durée de vie d'environ 20 ans. Ce sont des serpents vivipares, les femelles pouvant donner naissance jusqu'à 90 petits.

## Venin

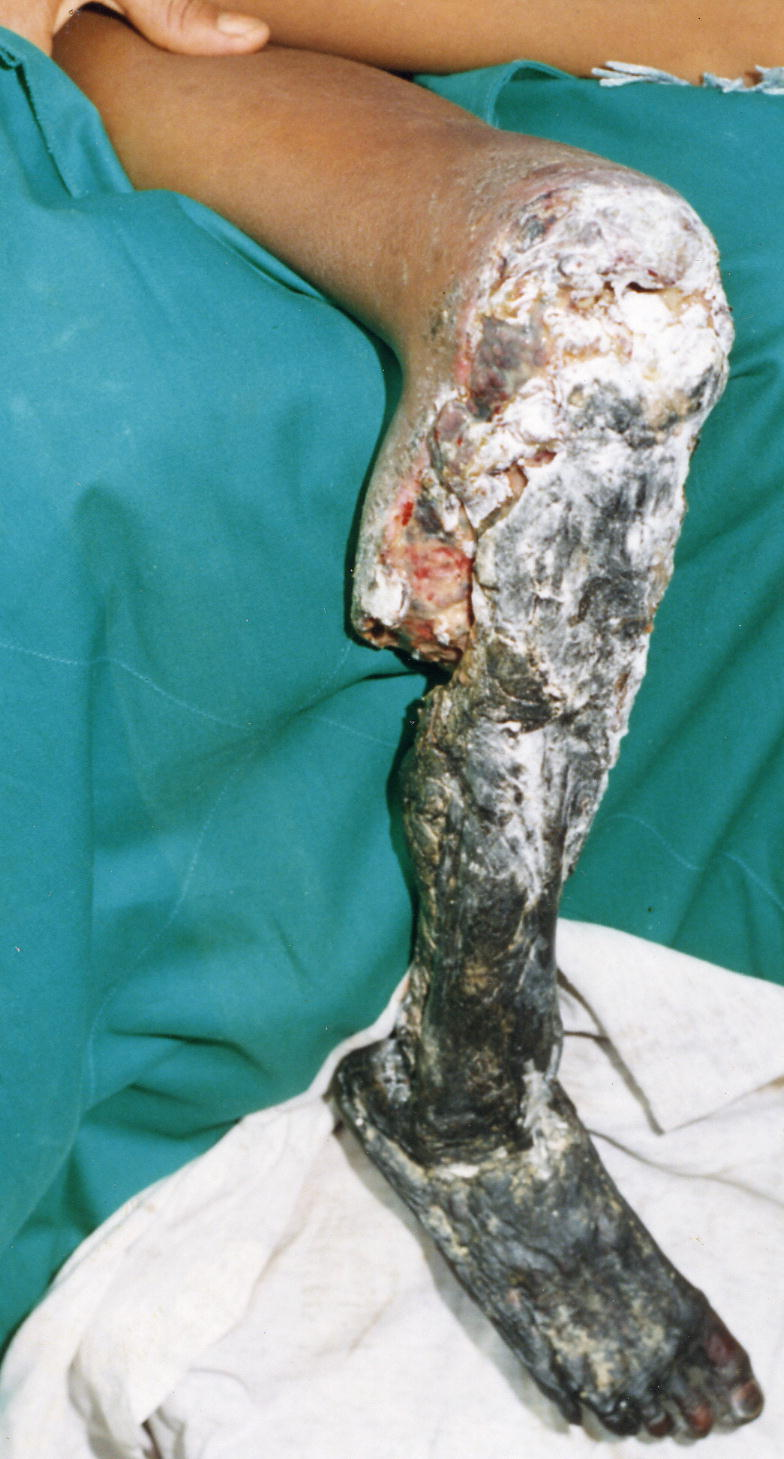
Morsure traitée uniquement avec des antibiotiques, sans anti-sérum. Les enzymes contenues dans le venin, ici principalement, des metallo protéases et phospholipases A2 agissent localement.

La morsure de ce serpent peut provoquer une nécrose parfois impressionnante en l'absence de traitement adéquat.

## Publication originale
- Garman, 1884 "1883" : The reptiles and batrachians of North America. Memoirs of the Museum of Comparative Zoology, Cambridge (Massachusetts), vol. 8, n. 3, p. 1-185 (texte intégral).